# Julius Weisbach
Julius Weisbach (Mildenau, 10 agosto 1806 – Freiberg, 24 febbraio 1871) è stato un matematico e ingegnere tedesco.

## Biografia e opere
Julius Weisbach nacque il 10 agosto 1806 a Mittelschmiedeberg (oggi Mildenau). Studiò all'Università di Freiberg dal 1822 al 1826 e, successivamente, studiò con Carl Friedrich Gauss a Gottinga e con Friedrich Mohs a Vienna.
Nel 1831 fece ritorno a Freiberg dove lavorò come docente di matematica nel liceo cittadino. Nel 1833 divenne professore di matematica e teoria delle macchine all'Università di Freiberg mentre nel 1836 divenne anche professore di matematica applicata, meccanica, teoria delle macchine e Markscheidekunst.
Julius Weisbach tra l'altro è stato autore di un libro per gli studenti di ingegneria meccanica dal titolo Lehrbuch der Ingenieur- und Maschinenmechanik, che è stato aggiornato e ristampato molte volte nel periodo tra il 1845 e il 1863. In meccanica dei fluidi, Weisbach è noto soprattutto per aver migliorato l'equazione di Darcy arrivando alla nota e ampiamente usata equazione di Darcy-Weisbach.
Nel 1868 divenne membro straniero dell'Accademia reale svedese delle scienze; morì il 24 febbraio 1871 a Freiberg all'età di 64 anni.

## Famiglia
Sua figlia, Maria Camilla Weisbach (1835–1908), conobbe Edward Carl Hegeler (1835–1910) mentre studiava con suo padre a Freiberg e successivamente lo sposò il 5 aprile 1860. La coppia si stabilì a LaSalle, nell'Illinois, dove Hegeler aveva fondato la Matthiessen and Hegeler Zinc Company. La loro figlia, Mary Hegeler Carus, nacque il 10 gennaio 1861, prima di dieci figli. Maria lavorò da giovane assieme al padre e fu la prima donna a laurearsi presso l'Università del Michigan ottenendo una laurea in ingegneria nel 1882. Nel 1885 divenne la prima donna a essere ammessa nell'università di suo nonno, l'Università di Freiberg, in seguito a una lettera di raccomandazioni da parte di suo cugino Clemens Winkler.

## Opere principali
- Handbuch der Bergmaschinenmechanik (2 Bde., 1835/1836)
- Lehrbuch der Ingenieur- und Maschinenmechanik (3 Bde., 1845/1863)
- Der Ingenieur, Sammlung von Tafeln, Formeln und Regeln der Arithmetik, Geometrie und Mechanik (1848)
- Die neue Markscheidekunst und ihre Anwendung auf die Anlage des Rothschönberger Stollns bei Freiberg (1851)
- Anleitung zum axonometrischen Zeichnen (1857)